# Freddy Noguera
Freddy Ariel Nogueira Rolón (Eusebio Ayala, 9 gennaio 2004) è un calciatore paraguaiano, attaccante del Boston River in prestito dal Grêmio.

## Carriera

### Club
Ha iniziato a giocare a calcio nei settori giovanili di Cerro Porteño e Olimpia, per poi firmare un contratto con il Grêmio nel marzo del 2022; ha fatto il suo esordio in prima squadra il 23 luglio 2023 nell'incontro di Série A vinto 1-0 contro l'Atlético Mineiro.
Il 9 febbraio 2024 ha fatto ritorno all'Olimpia in prestito, ma è stato impiegato in 2 soli incontri portando al suo ritorno in Brasile dopo soli sei mesi. Nell'estate seguente è stato prestato al Boston River, nella prima divisione uruguaiana; qui, pur non essendo mai sceso in campo nel 2024, vede il suo prestito rinnovato anche per il 2025, annata in cui oltre ad esordire nella prima divisione uruguaiana prende anche parte alla Coppa Sudamericana.

### Nazionale
Ha giocato con la nazionale paraguaiana Under-20.

## Statistiche

### Presenze e reti nei club
Statistiche aggiornate al 18 aprile 2025.
| Stagione        | Squadra         | Campionato      | Campionato | Campionato | Coppe nazionali | Coppe nazionali | Coppe nazionali | Coppe continentali | Coppe continentali | Coppe continentali | Altre coppe | Altre coppe | Altre coppe | Totale | Totale | Totale |
| Stagione        | Squadra         | Comp            | Pres       | Reti       | Comp            | Pres            | Reti            | Comp               | Pres               | Reti               | Comp        | Pres        | Reti        | Pres   | Reti   |        |
| --------------- | --------------- | --------------- | ---------- | ---------- | --------------- | --------------- | --------------- | ------------------ | ------------------ | ------------------ | ----------- | ----------- | ----------- | ------ | ------ | ------ |
| 2023            | Grêmio          | PD/RS+A         | 0+1        | 0          | CB              | 0               | 0               | -                  | -                  | -                  | -           | -           | -           | 1      | 0      |        |
| 2024            | Olimpia         | PD              | 2          | 0          | CP              | 0               | 0               | CS                 | 0                  | 0                  | -           | -           | -           | 2      | 0      |        |
| 2024            | Boston River    | PD              | 0          | 0          | CU              | 0               | 0               | -                  | -                  | -                  | -           | -           | -           | 0      | 0      |        |
| 2025            | Boston River    | PD              | 5          | 2          | CU              | 0               | 0               | CL+CS              | 0+2                | 0+1                | -           | -           | -           | 7      | 3      |        |
| Totale carriera | Totale carriera | Totale carriera | 8          | 2          |                 | 0               | 0               |                    | 2                  | 1                  |             | -           | -           | 10     | 3      |        |

## Palmarès

### Club

#### Competizioni statali
- Campionato Gaúcho: 1

Grêmio: 2023